# Anton Berlijn
Aron Wolff (Anton) Berlijn (Amsterdam, 3 mei 1817 – aldaar, 18 januari 1870) was een Nederlands componist.
Hij was de zoon van muzikant en schrijver Wolff Israël Berlijn (overleden 1851) en Eliza Moses. Hijzelf was getrouwd met de Rosalie Ahron uit Altona, die in 1848 overleed en met Elisabeth Norden (1851). Koning Willem II der Nederlanden had hem in 1843 benoemd in de Orde van de Eikenkroon, maar hij ontving ook diverse onderscheidingen vanuit het buitenland. Amsterdam benoemde in 2016 haar brug nummer 431 naar hem.
Hij kreeg zijn muzikale opleiding op piano en viool van Bernard Koch, lessen in harmonieleer en compositieleer kreeg hij van Lodewijk Erck. Na een ontmoeting met Louis Spohr in Kassel, studeerde hij verder in Berlijn, met name contrapunt. Hij ondernam verder een kunstreis naar Brussel (1844). Zijn werken werden daar uitgevoerd, als ook in Parijs (1845). Hij was enige tijd leider van het Theatre Français. Bij terugkeer in Nederland werd hij directeur van de Stadsschouwburg in Amsterdam. Voorts dirigeerde hij een aantal koren, waaronder “Oefening baart Kunst” in Gebouw Plancius. Hij was vanaf 1846 orkestmeester voor het ballet.
Hij was tevens betrokken bij het Diamantwerkers/Muzikanten Wezenfonds.
Hij schreef circa 200 werken, waarvan een minderheid werd uitgegeven. Ze behoren alle tot het vergeten repertoire. Enkele werken zijn:
- De Bergknapen, een opera, uitgevoerd in 1840 en 1841 te Amsterdam
- Proserpina, een opera, met uitvoeringen in 1842
- Le lutin de Colloden, een opera
- balletten: Aladin of the wonderlamp (1837, werd in 1875 nog uitgevoerd in het Paleis voor Volksvlijt), Asmodeüs (1838), De opstand in het serail (1839), De gypsy of het gestolen kind (1840), Het schoonste meisje van Gend of de droomverschijning (1842), De schim of de droomverschijning (1846)
- Moses auf Nebo, een oratorium
- waarschijnlijk twee symfonieën (symfonie 1 is opgedragen aan Spohr)
- Concert voor tertsgitaar en orkest
- talloze liederen
- Nonetto, een grote Fantaisie Concertante, dat uitgevoerd werd op 27 april 1869; uitvoerenden was de familie Heuckeroth tijdens een parkconcert in Amsterdam onder leiding van Willem Stumpf: Martin Heuckeroth (de vader, tenorhoorn), Jacob Heuckeroth (trompet), Christoph Heinrich Heuckeroth (hoorn), Heinrich Heuckeroth (trombone), George Heuckeroth (tuba en bariton), Wilhelm Heuckeroth (tuba en bariton), Wilhelm Frederik George Lodwijk (2e trombone), Martin Heuckeroth (trompet) en Philip Heuckeroth (contrabas).[2]

Zijn Les Huguenots werd in 1889 en 1892 in het Concertgebouw gespeeld.
Zijn persoonlijk archief is in te zien op het Stadsarchief van Gemeente Amsterdam. Er zijn twee boekwerken aan hem gewijd:
- Nachruf an den verstorbenen Componisten A.W. Berlijn over leven en werken.[3]
- Een plek onder de zon: carrière en marketingstrategie van de componist Aron Wolff Berlijn van Ignaz Matthey

- Biografisch Portaal: 06521830
- Digitale Bibliotheek voor de Nederlandse Letteren: berl024
- Gemeinsame Normdatei: 116136049
- International Standard Name Identifier: 0000 0000 1401 325X
- Nationale Bibliotheek van Israël: 987007306558705171
- Nederlandse Thesaurus van Auteursnamen: 069931704
- Istituto Centrale per il Catalogo Unico: MUSV074552
- Virtual International Authority File: 45046807
- WorldCat: E39PBJrchTg3PcwhTg7K83dWjC